# ハーバート・ジョン・クリフォード

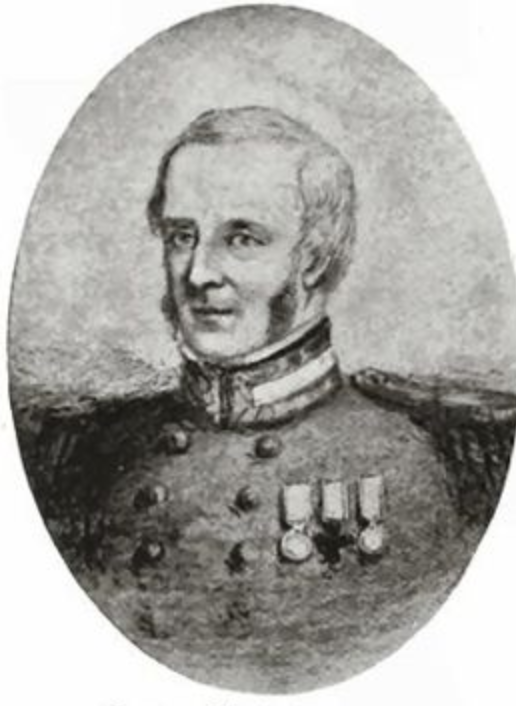
ハーバート・ジョン・クリフォード大尉（1789〜1855）

ハーバート・ジョン・クリフォード大尉（Captain Herbert John Clifford, 1789年、ノバスコシア州 – 1855年9月9日、アイルランド、ウォーターフォード、トラモア）は、ナポレオン戦争中のイギリス海軍の将校であり、琉球海軍伝道会（1843年）の創設者だった。1818年には、『日本海の大琉球島において話される言語の語彙 (Vocabulary of the Language Spoken at the Great Loo-Choo Island, in the Japan Sea)』を出版し、これは「数十年間、西欧における琉球語に関する唯一の最も重要な資料であった」とされている。 
クリフォードの父親のジョン・デューク・クリフォード (John Duke Clifford)は、アイルランドのスライゴ (Sligo)にあるクローンラーグ (Cloonlurg)からノバスコシア州のハリファックスに移住し、エリザベス・（コリンズ）クリフォード (Elizabeth (Collins) Clifford)と結婚した（1788）。クリフォード大尉は翌年に生まれた。彼はジョン・ベックウィズ将軍と共にハリファックス・グラマー・スクールに通った。 
1802年に海軍に入隊した。1805年2月23日、HMS Leander(en)に乗船していた時に、フランスのフリゲート艦を拿捕した。HMS Boadicea(en)に乗り、フランスのフリゲート艦の拿捕に参加した。 
ナポレオン戦争中、1809〜1811年のモーリシャス作戦で戦い、イル・ド・フランス侵攻に参加し、イングランドへの伝令に選ばれた。1816年にはバジル・ホールと共にアマースト卿の中国使節に赴いた。その後、1816年に琉球諸島 (Loo Choo Islands) に行き、辞書を作成した。 
クリフォードは、琉球諸島への伝道会を創設した。彼はバーナード・ジャン・ベッテルハイムと一緒に仕事をした。彼はアイルランドのウォーターフォードの沿岸警備隊長として27年間（1823〜1855年）、66歳で死去するまで働いた。 

## レガシー
作家パトリック・オブライアンは小説『攻略せよ、要衝モーリシャス』で、HMS Boadicea船上でのクリフォード大尉について書いた。 
クリフォードはLoochoo Naval Mission (LNM): The Claims of Loochoo on British Liberality, London, 1850, 5th editionを書いた。 